# 陳冬
陳 冬（ちん とう、1978年12月12日 - ）は、中華人民共和国の軍人（大校）、中国国家航天局の宇宙飛行士。中国共産党党員。

## 経歴
原籍は河南省鄭州市で、1978年12月12日に河南省洛陽市澗西区に生まれた。父は陳樹林、母は黄焱。兄の陳波は医者。1997年8月に中国人民解放軍入隊。1999年4月に中国共産党入党。2017年、西安交通大学管理学院工業工程学科を卒業。
2010年5月に中国第2陣の宇宙飛行士に選抜。2016年10月17日 - 2016年11月18日の間、神舟11号の飛行任務を実行し、円満に成功した。これも陳冬が初めて有人飛行に参加した。2022年6月、神舟14号飛行任務乗組に入選した。